# Сахабзада Якуб-Хан
Сахабзада Якуб-Хан (урду صاحبزادہ یعقوب خان; 1920, Рампур, Британська Індія — 26 січня 2016, Ісламабад, Пакистан) — пакистанський військовий і державний діяч, міністр закордонних справ Пакистану (1982—1987, 1988—1991 і 1996—1997).

## Життєпис
З пуштунської аристократичної сім'ї (батько, державний діяч і дипломат, був в різний час головним міністром штату Рампур і представником британської Індії в Лізі Націй).
Отримав військову освіту в Королівському Індійському військовому коледжі імені Принца Уельського (випуск 1940 року). У роки Другої Світової війни служив в 3-й індійській механізованій бригаді в Північній Африці, брав участь в блокаді Тобрука. З квітня 1942 року — лейтенант. У травні 1942 року потрапив в полон, де пробув до кінця війни (був в таборі для військовополонених в Італії, потім в Німеччині). Після війни ад'ютант останнього віце-короля Індії лорда Маунтбеттена, потім командир особистої охорони засновника Пакистану Джинни.
З 1947 року — в пакистанській армії. У 1948—1951 роках командував полком в бронетанковому корпусі, який розміщувався в Лахорі. З 1951 р служив в званні підполковника у військовій розвідці. У 1953 р йому було присвоєно військове звання полковника і він був направлений в Париж, де в 1954 році закінчив Військове училище Сен-Сір. Після повернення до Пакистану він був призначений бригадиром (1955), служив головним інструктором в Командно-штабному коледжі.